# 1805 Dirikis
1805 Dirikis је астероид главног астероидног појаса са пречником од приближно 25,70 km.
Афел астероида је на удаљености од 3,506 астрономских јединица (АЈ) од Сунца, а перихел на 2,755 АЈ.
Ексцентрицитет орбите износи 0,120, инклинација (нагиб) орбите у односу на раван еклиптике 2,516 степени, а орбитални период износи 2023,571 дана (5,540 година).
Апсолутна магнитуда астероида је 11,00 а геометријски албедо 0,106.
Астероид је откривен 1. априла 1970. године.